# Lauren Collins
Lauren Felice Collins (Thornhill, 29 de agosto de 1986) é uma atriz canadense.  Mais conhecida por interpretar Paige Michalchuk em Degrassi: The Next Generation

## Vida e Carreira
Lauren nasceu em  Thornhill, Ontario e é Judia. Ela tem um irmão, um editor de texto, e seu primo Spencer Rice é umas das estrelas de Kenny vs Spenny. Ela é graduada na Thornlea Secondary School.

## Música
- "Poor Thing"

## Filmografia
- Minha vida com Derek - Kendra
- Picture This -  Alexa
- Vem Dançar  -Caitlyn
- Degrassi: The Next Generation \ Degrassi: Next Class  - Paige Michalchuck
- Sharpay's Fabulous Adventure  - Tiffany
- The Christmas Chronicles - Mulher na tabela
- The Hot Zone - Rebecca
- Life with Derek - Kendra